# Hanka Rackwitz
Hanka Rackwitz (* 19. April 1969 in Merseburg) erlangte im Jahr 2000 Bekanntheit als Teilnehmerin am Reality-TV-Format Big Brother, ab 2009 war sie regelmäßig als Darstellerin in der Pseudo-Doku mieten, kaufen, wohnen zu sehen. Im Jahr 2017 folgte ihre Teilnahme an der Fernsehsendung Ich bin ein Star – Holt mich hier raus!

## Leben und Karriere
Rackwitz entstammt einer Lehrerfamilie und studierte an der Leipziger Karl-Marx-Universität auf Lehramt für Germanistik und Kunst, trat jedoch kein Referendariat an.
Im Jahr 2000 nahm sie vom 16. September bis zum 11. November an der zweiten Staffel der Fernsehshow Big Brother teil. Aufgrund ihrer extravaganten Frisur und eines länger andauernden Streites mit Christian Möllmann, einem anderen Teilnehmer der Show, erhielt sie im Zuge einer umfangreichen medialen Berichterstattung von der Bild-Zeitung den Spitznamen Hexe Hanka.
Weitere Bekanntheit erlangte Rackwitz durch ihr Mitwirken in der auf VOX ausgestrahlten Scripted-Reality-Doku mieten, kaufen, wohnen. Von 2009 bis 2016 war sie in zahlreichen Episoden des Formats zu sehen und gehörte zu den bekanntesten Darstellern der Sendung. Ihrem Engagement dort folgten weitere Auftritte im deutschen Fernsehen. So war Rackwitz unter anderem Teilnehmerin bei Das perfekte Promi-Dinner und spielte in einer Nebenrolle eine Maklerin in der Folge Die schwarze Witwe der Fernsehserie SOKO Leipzig. Am 12. Juni 2013 war sie Gast in der gleichnamigen Talkrunde von Markus Lanz. Im Januar 2017 war sie Kandidatin bei der auf RTL ausgestrahlten elften Staffel von Ich bin ein Star – Holt mich hier raus!, wo sie nach Zuschauervoting den zweiten Platz belegte.
Rackwitz leidet an verschiedenen Angst- und Zwangsstörungen, die sie seit 2016 offen thematisiert. Im April desselben Jahres erschien ihr Buch „Ich tick’ nicht richtig“.
Seit 2012 lebt Rackwitz im Wasserschloss St. Ulrich in Mücheln am Geiseltalsee.
2024 gab sie ihr TV-Comeback durch die Teilnahme an der Sendung Ich bin ein Star – Showdown der Dschungel-Legenden, die ab dem 16. August 2024 auf RTL ausgestrahlt wurde.

## Fernsehauftritte
- 2000: Big Brother (2. Staffel)
- 2009–2016: mieten, kaufen, wohnen
- 2011: SOKO Leipzig (Folge 11x10 Die schwarze Witwe)
- 2012: Das perfekte Promi-Dinner
- 2014: Promi Shopping Queen
- 2016/17: Stern TV
- 2017: Ich bin ein Star – Holt mich hier raus!
- 2017: Das perfekte Promi-Dinner – Dschungelspezial
- 2017: Die große ProSieben Völkerball Meisterschaft
- 2017: Grill den Henssler
- 2018: Beat the Box
- 2024: Ich bin ein Star – Showdown der Dschungel-Legenden
- 2025: Über Geld spricht man doch, Joyn
- 2025: Das Sommerhaus der Stars – Kampf der Promipaare

## Werke
- mit Petra Cnyrim: Ich tick nicht richtig: Mein Leben mit Zwängen, Ängsten und Macken – Geschichten aus meinem Neurosengarten. mvg, München 2016, ISBN 978-3-86882-659-3.
- mit Christoph Straßer: Von einer, die auszog, das Fürchten zu verlernen: Wie ich meine Zwänge, Ängste und Neurosen besiegte. Geschichten aus der Anstalt. mvg, München 2018, ISBN 978-3-96121-181-4.